# آرویات
آرویات (به انگلیسی: Arviat) یک منطقهٔ مسکونی در کانادا است که در نوناووت واقع شده‌است. آرویات ۱۳۲٫۰۷ کیلومتر مربع مساحت و ۲٬۶۵۷ نفر جمعیت دارد و ۱۰ متر بالاتر از سطح دریا واقع شده‌است.